# Vinçotte (Belgique)
Vinçotte est un groupe belge d'inspection et certification accrédité, fondé en 1872. La société actuelle est le résultat de la fusion de deux associations similaires en 1989 : AIB et Association Vinçotte. En mai 2022, le groupe Vinçotte est racheté par Kiwa NV, une société néerlandaise active dans le même secteur.